# République démocratique du Congo aux Jeux olympiques d'été de 2020
La République démocratique du Congo participe aux Jeux olympiques de 2020 à Tokyo au Japon. Il s'agit de sa 11e participation à des Jeux d'été.
Le boxeur David Tshama Mwenekabwe est le porte-drapeau de la délégation congolaise.

## Athlètes engagés
| Sport      | Hommes | Femmes | Total |
| ---------- | ------ | ------ | ----- |
| Athlétisme | 1      | 0      | 1     |
| Boxe       | 2      | 2      | 4     |
| Judo       | 0      | 1      | 1     |
| Taekwondo  | 0      | 1      | 1     |
| Total      | 3      | 4      | 7     |

## Résultats

### Athlétisme
| Athlète       | Épreuve        | Tour préliminaire | Tour préliminaire | 1er tour | 1er tour | Demi-finale | Demi-finale | Finale  | Finale  |
| Athlète       | Épreuve        | Temps             | Rang              | Temps    | Rang     | Temps       | Rang        | Temps   | Rang    |
| ------------- | -------------- | ----------------- | ----------------- | -------- | -------- | ----------- | ----------- | ------- | ------- |
| Oliver Mwimba | 100 m masculin | 10 s 63           | 3e                | 10 s 97  | 9e       | Éliminé     | Éliminé     | Éliminé | Éliminé |

### Boxe
Dans les épreuves de la boxe, la République démocratique du Congo a comme représentants, :
| Athlète                 | Catégorie              | 1/16e de finale       | 1/8e de finale       | Quart de finale     | Demi-finale         | Finale              | Rang     |
| Athlète                 | Catégorie              | Adversaire Résultat   | Adversaire Résultat  | Adversaire Résultat | Adversaire Résultat | Adversaire Résultat | Rang     |
| ----------------------- | ---------------------- | --------------------- | -------------------- | ------------------- | ------------------- | ------------------- | -------- |
| Fiston Mbaya Mulumba    | Légers hommes (-63 kg) | Daisukie Défaite 0-5  | Éliminé              | Éliminé             | Éliminé             | Éliminé             | Éliminé  |
| David Tshama Mwenekabwe | Moyens hommes (-75 kg) | Ntsengue Victoire 3-2 | Valsaint Défaite 1-4 | Éliminé             | Éliminé             | Éliminé             | Éliminé  |
| Marcelat Sakobi Matshu  | Plumes femmes (-57 kg) | Petecio Défaite 0-5   | Éliminée             | Éliminée            | Éliminée            | Éliminée            | Éliminée |
| Thérèse Naomie Yumba    | Légers femmes (-60 kg) | Exemptée              | Raykhona Défaite 0-5 | Éliminée            | Éliminée            | Éliminée            | Éliminée |

### Judo
| Athlète        | Compétition    | 1er tour                 | 2e tour             | Quart de finale     | Demi-finale         | Repêchage 1         | Repêchage 2         | Finale              | Rang     |
| Athlète        | Compétition    | Adversaire Résultat      | Adversaire Résultat | Adversaire Résultat | Adversaire Résultat | Adversaire Résultat | Adversaire Résultat | Adversaire Résultat | Rang     |
| -------------- | -------------- | ------------------------ | ------------------- | ------------------- | ------------------- | ------------------- | ------------------- | ------------------- | -------- |
| Marie Branser, | Moins de 78 kg | Babintseva Défaite 00-01 | Éliminée            | Éliminée            | Éliminée            | Éliminée            | Éliminée            | Éliminée            | Éliminée |

### Taekwondo
| Athlète       | Compétition   | Huitièmes de finale  | Quarts de finale    | Demi-finales        | Repêchage 1         | Repêchage 2         | Finale              | Rang |
| Athlète       | Compétition   | Adversaire Résultat  | Adversaire Résultat | Adversaire Résultat | Adversaire Résultat | Adversaire Résultat | Adversaire Résultat | Rang |
| ------------- | ------------- | -------------------- | ------------------- | ------------------- | ------------------- | ------------------- | ------------------- | ---- |
| Naomie Katoka | -67 kg femmes | Gbagbi Défaite (DSQ) | Éliminée            | Éliminée            | Éliminée            | Éliminée            | Éliminée            |      |